# Scrum (книга)
«SCRUM. НАВЧИСЬ РОБИТИ ВДВІЧІ БІЛЬШЕ ЗА МЕНШИЙ ЧАС» — книга Джеффа Сазерленда для тих, хто шукає допомогу в реалізації проєктів найбільш швидким і якісним способом. Цю методику взяли на озброєння багато передових компаній світу, які досягли успіху завдяки методу Сазерленда. Книга входить до TOP-10 AMAZON у категорії «Тайм менеджмент».

## Біографія
У 1967 році молодий військовий льотчик Джефф Сазерленд прибув у В'єтнам. Найнебезпечнішими завданнями були розвідувальні польоти, які і довелося виконувати автору книги. "І нерішучість, і безрозсудна хоробрість могли коштувати льотчику життя". Льотчиків вчили простому алгоритму поведінки: "спостерігати, орієнтуватися, вирішувати, діяти". Саме цей професійний навик допомагав Сазерленду швидко приймати рішення в смертельно небезпечних ситуаціях, а пізніше на все життя визначив його підхід до роботи. Повернувшись з В'єтнаму, Сазерленд вивчав статистику в Стенфорді, а потім захистив докторську дисертацію з біологічної статистики в Університеті Колорадо. Він досліджував зміни стану складних адаптивних біологічних систем, зокрема процес переродження здорової клітини в ракову. Тоді ж він задумався про те, що організації і колективи, які теж можна вважати складними адаптивними системами, при переході з одного стану в інший підкоряються тим же законам, що і клітини. Сазерленд задався питанням, чи можна з цієї паралелі вивести прості правила, які допоможуть організаціям, змінюючись, домагатися стабільного стану.

## Опис
У 1983 році компанія MidContinent Computer Services запропонувала Сазерленду, як фахівцю з систем збору та аналізу даних, очолити проект зі створення єдиної мережі нових пристроїв, які отримали назву Automated teller machine (банкомати) [Архівовано 30 вересня 2020 у Wayback Machine.]. Сазерленд виявив, що робота над цим проектом була організована за традиційною "каскадною" моделлю. Програмісти ніколи не вкладалися в терміни. Бюджет не дотримувався. У колективі панувала пасивність, керівники займалися дріб'язковим контролем, вимагали проявляти максимум зусиль і працювати наднормово. Ніякі заходи не допомагали.
Сазерленд переконав президента MidContinent виділити зайнятих у проекті співробітників у нову автономну структуру. Група придумала свій процес розробки продукту зі своїми інструментами. Саме тоді з'явилися загальна концепція і терміни, які пізніше складуть основу методики Scrum: "власник продукту", "беклог", "спринти". Через півроку команда Сазерленда стала найбільш рентабельною структурною одиницею компанії. Методика удосконалювалася з кожним черговим проектом, яким керував Сазерленд. На нові ідеї його наштовхували співробітники софтверних компаній і колективи вчених, які розробляли нові технології. Одним з таких вчених став Родні Брукс, фахівець з робототехніки і штучного інтелекту з Массачусетського технологічного інституту (МТІ). Брукс розповів Сазерленду, що спроби створення розумного робота з центральним мозком нічого не дали, зате пристрій, у якого кожна кінцівка мала власний "мозок", виявився дуже ефективним. Закладені в нього прості алгоритми дозволяли роботу вчитися і дуже швидко адаптуватися до навколишнього оточення. Сазерленда це наштовхнуло на думку, що, сформулювавши такі ж прості алгоритми для робочого колективу, можна перетворити його в самоорганізовану систему. Необхідно було створити такий механізм, який би координував дії незалежних фахівців і забезпечував би їм постійний взаємозв'язок з навколишнім світом. Сазерленд був упевнений: "Досить оптимізувати обмін інформацією між« кінцівками »робочої групи, і ми доб'ємося ефективності, про яку раніше не сміли мріяти".

## Список розділів,що увійшли в книгу
- Розділ 1. Спосіб, у який працює світ, - недосконалий.
- Розділ 2. Витоки Scrum.
- Розділ 3. Команди.
- Розділ 4. Час.
- Розділ 5. Марнування-це злочин
- Розділ 6. Плануйте реальність, а не фантазію.
- Розділ 7. Щастя.
- Розділ 8. Пріоритети.
- Розділ 9.  Змінюйте світ.
- Додаток. Впровадження Scrum - із чого почати.

## Відгуки про книгу
“Ця надзвичайна книга демонструє новий спосіб спростити ваше життя та роботу, підвищити концентрацію та виконувати за менший час більше, ніж ви взагалі будь-коли собі уявляли.” - Браян Трейсі, автор бестселера “Зроби це зараз”.
“Ця оманливо проста система є найпотужнішим з усіх способів покращити ефективність будь-якої команди.” - Лео Бабаута, творець блогу ZenHabits.net
“Джефф Сазерленд розписав суть Scrum для широких мас. Ця книжка підносить Scrum від простого інструмента виправлення проблем до способу життя.” - Гіротака Такеучі, професор управлінських практик Гарвардська школа бізнесу.
“Ця книжка змінить спосіб, у який ви робите все. Навіть більше: вона допоможе вам почуватися добре в процесі роботи. Просто прочитайте її і починайте робити більше.” - Арнольд В. Стронг, генеральний директор BrightNeighbor.com та полковник запасу армії США.

## Переклад українською
Українською мовою книга вийшла 2016 року у видавництві Книжковий Клуб «Клуб Сімейного Дозвілля» у перекладі Ярослава Лебеденка. Дизайнер обкладинки — Влад Прокопів.